# Žabovřesky nad Ohří
Žabovřesky nad Ohří é uma comuna checa localizada na região de Ústí nad Labem, distrito de Litoměřice.